# 長良川鉄道
長良川鉄道株式会社（ながらがわてつどう）は、岐阜県関市に本社を置く第三セクター方式の鉄道会社である。
岐阜県・郡上市・関市・美濃加茂市が出資し、日本国有鉄道（国鉄）特定地方交通線だった鉄道路線・越美南線を運営している。

## 歴史
- 1986年（昭和61年）
  - 8月28日 - 設立[1]。
  - 12月11日 - 越美南線開業[6]。国鉄線（現JR東海）との連絡運輸開始[1]。
- 2002年（平成14年）8月1日 - JR東海との連絡運輸は連絡定期券のみの扱いに縮小。
- 2016年（平成28年）4月27日 - 観光列車「ながら」運転開始[7]。
- 2018年（平成30年）2月21日 - ヤマト運輸による貨客混載列車を越美南線関駅 - 美並苅安駅間で運行開始[8]。
- 2019年（令和元年）7月1日 - 運賃支払い方法にPayPayを導入[9]。
- 2021年（令和3年）
  - 10月15日 - JAめぐみのと長良川鉄道によるマーゴ向けの農産物を運ぶ貨客混載列車を越美南線関駅 - 美濃白鳥駅間で運行開始[10]。
  - 11月14日 - 銚子電気鉄道とえちごトキめき鉄道と3姉妹鉄道協定を結ぶ[11]。
- 2022年（令和4年）6月1日 - 運賃支払い方法にVisaのタッチ決済を導入[12]。
- 2025年（令和7年）3月3日 - この日行われた関市議会一般質問にて関市長で社長の山下清司が郡上市内の区間の廃止を検討していると発言（具体的な区間や時期には触れず）[13]。

## 路線
- 越美南線 美濃太田 - 北濃 72.1km（第一種鉄道事業者）

## 運賃
大人普通旅客運賃。2019年10月1日改定。
| キロ程  | 普通運賃（円） |
| ------- | -------------- |
| - 3     | 210            |
| 4 - 6   | 310            |
| 7 - 9   | 390            |
| 10 - 12 | 470            |
| 13 - 15 | 560            |
| 16 - 18 | 640            |
| 19 - 21 | 710            |
| 22 - 24 | 800            |
| 25 - 27 | 880            |
| 28 - 30 | 960            |
| 31 - 33 | 1,050          |
| 34 - 36 | 1,130          |

| キロ程  | 普通運賃（円） |
| ------- | -------------- |
| 37 - 39 | 1,220          |
| 40 - 42 | 1,270          |
| 43 - 45 | 1,330          |
| 46 - 48 | 1,380          |
| 49 - 51 | 1,450          |
| 52 - 54 | 1,490          |
| 55 - 57 | 1,540          |
| 58 - 60 | 1,580          |
| 61 - 63 | 1,620          |
| 64 - 66 | 1,670          |
| 67 - 69 | 1,700          |
| 70 -    | 1,720          |

TOICA、manacaなどの交通系ICカードには一切対応していないが、2019年7月1日よりQRコード決済「PayPay」、2022年6月1日より「Visaのタッチ決済」による車内での運賃精算に対応している。
長良川鉄道では有人駅であっても駅で改札を行っておらず無人駅同様に乗車時に整理券を取って車内の運賃箱に乗車券や運賃を投入して下車する（PayPayの場合は下車時に整理券を運転士に見せて車内に貼ってあるQRコードを読み取り運賃を入力、タッチ決済の場合は乗降時に専用の端末にクレジットカードなどをタッチする）ことになる。

## 乗車券など
- 回数券
  - 11枚綴りの普通回数券と、13枚綴りの通学回数券の2種類がある。いずれも、当該区間の普通運賃の10倍の額（小児用は半額）で発売しており、有効期限は3か月間となっている。
  - 美濃太田駅、関駅、美濃市駅、美並苅安駅、郡上八幡駅、美濃白鳥駅で発売している。
  - 大人用の普通回数券1枚で、小児2人が乗車できる。
- 期間調整定期券
  - 既に所持している通学定期乗車券の有効期限を、最大で29日間延長させることができる制度。通学定期乗車券の有効期限満了日が長期休暇に入る前などの最終登校日よりも前であり、なおかつ通常の通学定期乗車券を改めて購入すると割高になってしまうような場合に有効である。
  - 発売額は、所持している通学定期乗車券の発売額を有効期間に応じて30、90、180のいずれかで割った値段（小数点以下がある場合は切り上げ）に、延長したい日数を掛けた値段（1の位が0以外の場合は切り上げ）である。例えば、関口駅 - 美濃市駅間の3か月分の通学定期乗車券（29,730円）の期間を10日間延長する場合の発売額は、29730÷90×10≒331×10＝3310円となる。
  - 通常の定期乗車券と異なり、スマートフォン乗車券アプリ「QUICK RIDE」からの購入はできない。
- 1日フリーきっぷ
  - 長良川鉄道越美南線全線が1日乗り放題となる乗車券。
  - 大人2700円、小人1350円で、美濃太田駅、関駅、美濃市駅、郡上八幡駅、美濃白鳥駅の窓口で発売しているほか、セブンチケットで申し込み、日本全国のセブン-イレブンの各店舗で購入することや[17]、スマートフォン乗車券アプリ「QUICK RIDE」または「QUICK TRIP」でも購入ができる。なお、無人駅から乗車したい場合や、窓口が営業していない時間から乗車する場合は、乗務員に申告して、他の有人駅で手配してもらうことができる。
  - 利用方法は、列車を下車する際に、その都度乗務員または駅の係員に提示すれば良い。駅で購入したフリーきっぷは、使用後は記念に持ち帰ることもできるが、不要であれば最後の列車を下車する際に、その旨を申告すれば回収してもらえる。
  - 2017年7月1日より発売されている[18][19]。2014年3月までは土曜日・日曜日および祝日のみ利用できる1日フリーきっぷが発売されていた（大人2000円・小人1000円）[20]。
- 一日郡上八幡クーポン
  - 美濃太田駅 - 郡上八幡駅間の往復乗車券と、郡上八幡城、郡上八幡博覧館の入場券がセットになった商品。
  - 大人3140円、小人1600円で、美濃太田駅の窓口で発売している他、「QUICK TRIP」でも購入ができる。ただし、窓口に係員がいない場合は、乗務員に申告して、関駅で手配してもらうことができる。
- 古今伝授号 こきんきっぷ
  - 美濃太田駅 - 徳永駅・郡上大和駅間の往復乗車券と、フレンチレストランももちどりでの昼食券（ワイン付き）と、和歌文学館等の入館券、そして、やまと温泉やすらぎ館に600円で入浴できる特典がついたクーポン。
  - 1人6820円で発売しているが、予約制であるため、事前に長良川鉄道本社に電話をして予約をしなければならない。
  - 当日は、美濃太田09:56発の「ゆら〜り眺めて清流列車」北濃行きに乗車して、徳永駅でレストランの送迎車に乗り換える。復路はレストランから徳永駅、または道の駅古今伝授の里やまと、やまと温泉やすらぎ館まで送迎してもらうことができる。
  - レストランは、毎週火曜日（祝日と重なる時は翌日）と、12月29日から翌年1月3日までは定休日。
- シルバー会員
  - 沿線の美濃加茂市、富加町、関市、美濃市、郡上市に住民登録をしている満70歳以上の高齢者が加入できる制度。
  - 年会費1000円で、会員証を提示すると長良川鉄道越美南線全線が区間を問わず1乗車500円で乗車できる。
  - 入会するには、美濃太田駅、関駅、美濃市駅、郡上八幡駅、美濃白鳥駅の窓口に、住所と年齢が確認できるもの（運転免許証・住基カード・マイナンバーカード）と印鑑、3か月以内に撮影した証明写真（3.0 cm×2.4 cmサイズ）1枚を持参して、年会費を支払えばよい。
  - 普通片道運賃のみの特典であるため、前述の1日フリーきっぷや各種クーポンなどの企画乗車券の割引はできない。

## 車両

### 現有車両
いずれも気動車。なお、形式名は車体表記による。
ナガラ300形（301 - 307、303・305は廃車）

老朽化したナガラ1形の代替新造車として1998年から富士重工業で新製された軽快気動車で、明知鉄道アケチ10形に始まる私鉄向け標準車両の一つである。
車体はナガラ200形と同様の16m級で座席はのセミクロスシートである（2人+2人のボックスシート）が、ワンマン運転時の乗客の移動に配慮してボックスシートは千鳥に配置されている（306のみイベント用のため、オールロングシートとなっている）。車椅子スペースも設置されている。カラーリングはぶどう色一色で、側面に沿線自治体の花をあしらったステッカーが貼られている。
301号車と302号車は、2016年に水戸岡鋭治のデザインで観光列車「ながら」用に改装され、301号車が「森号」、302号車が「鮎号」となっている。
2018年2月より運行が開始された貨客混載列車に使用される305号車には、ヤマト運輸のラッピングが施された。
老朽化により、2024年2月には303号車が、2025年5月には305号車が廃車されている。

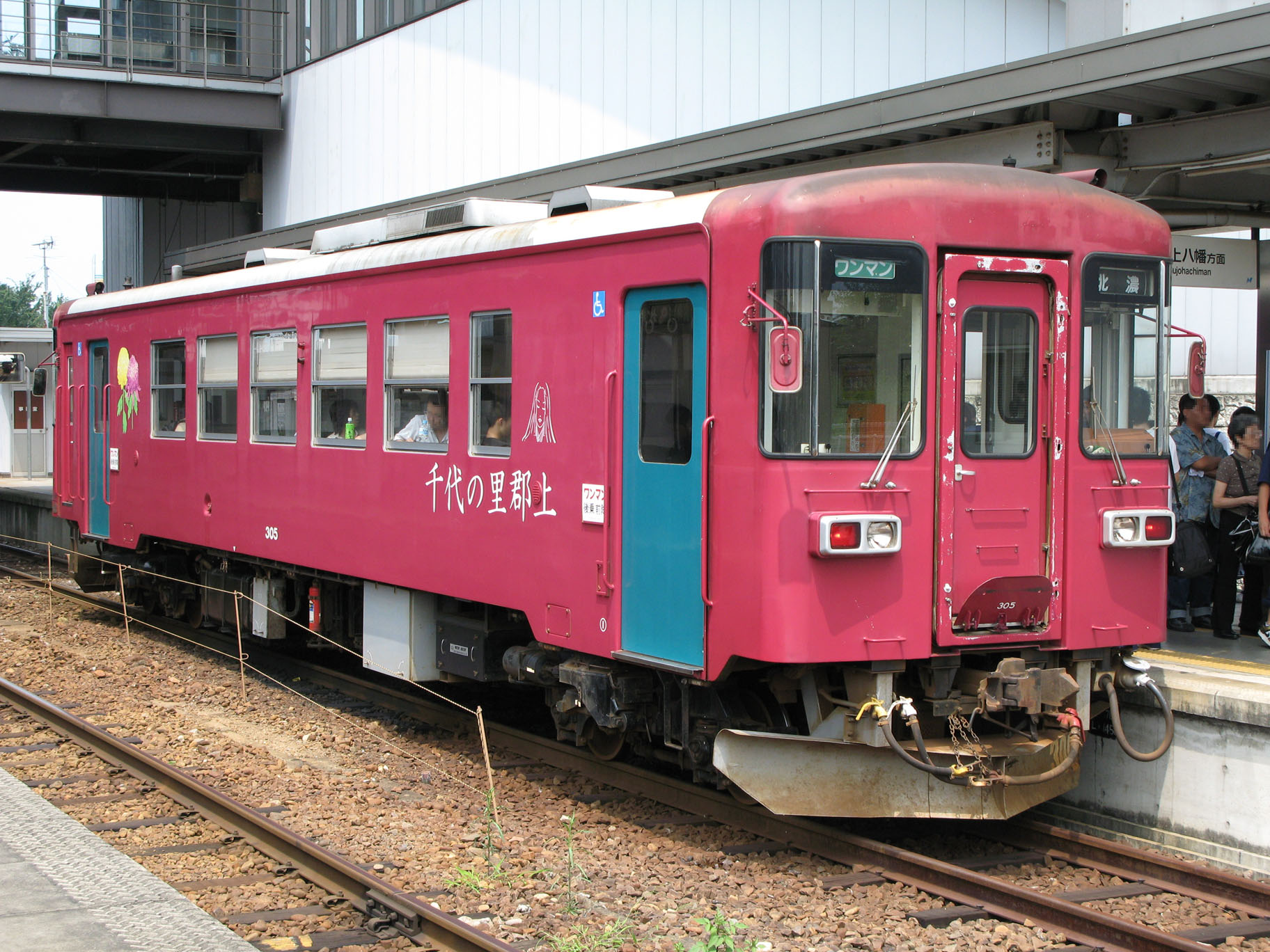
305号車（2007年7月）
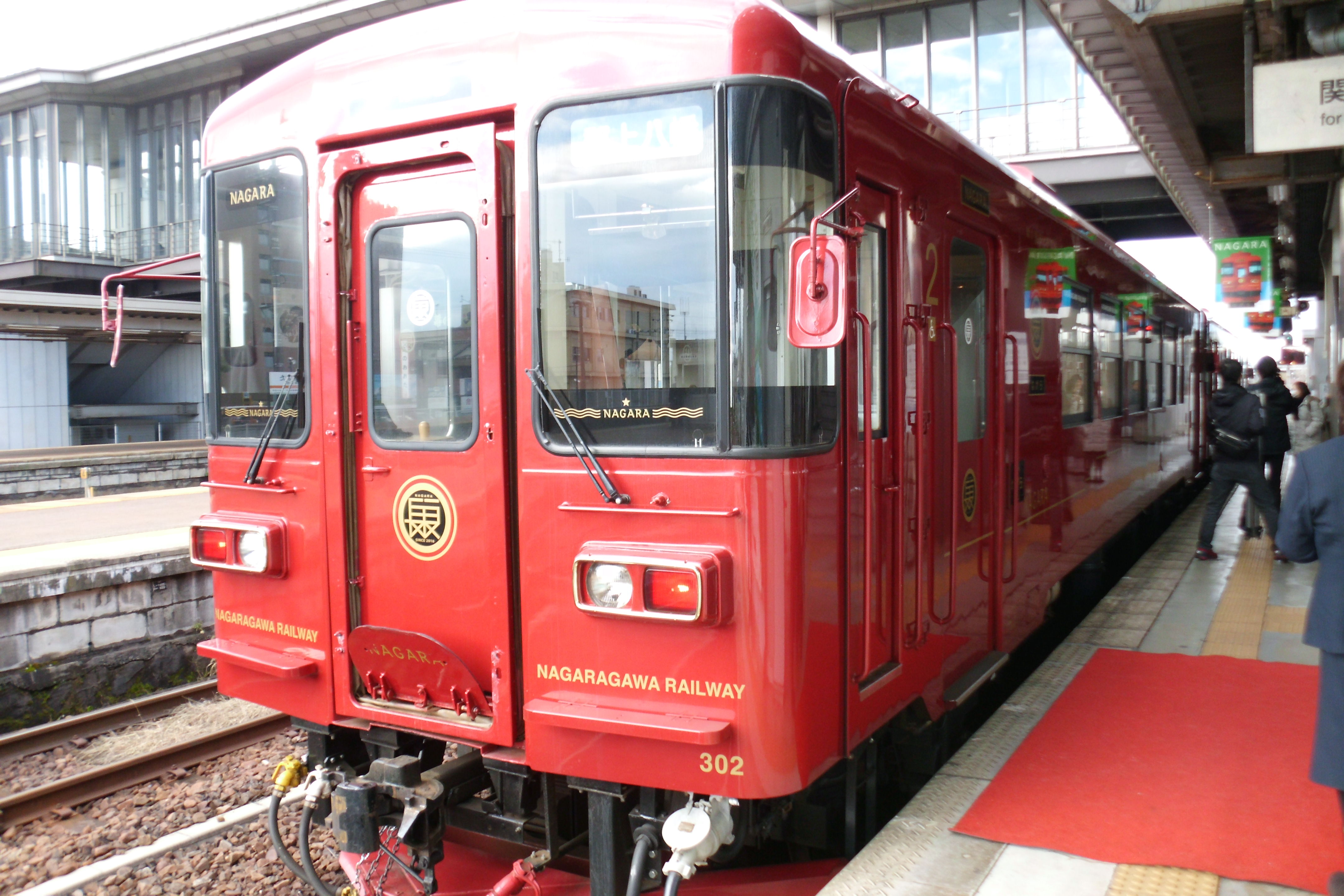
302号車「鮎号」（2016年12月）
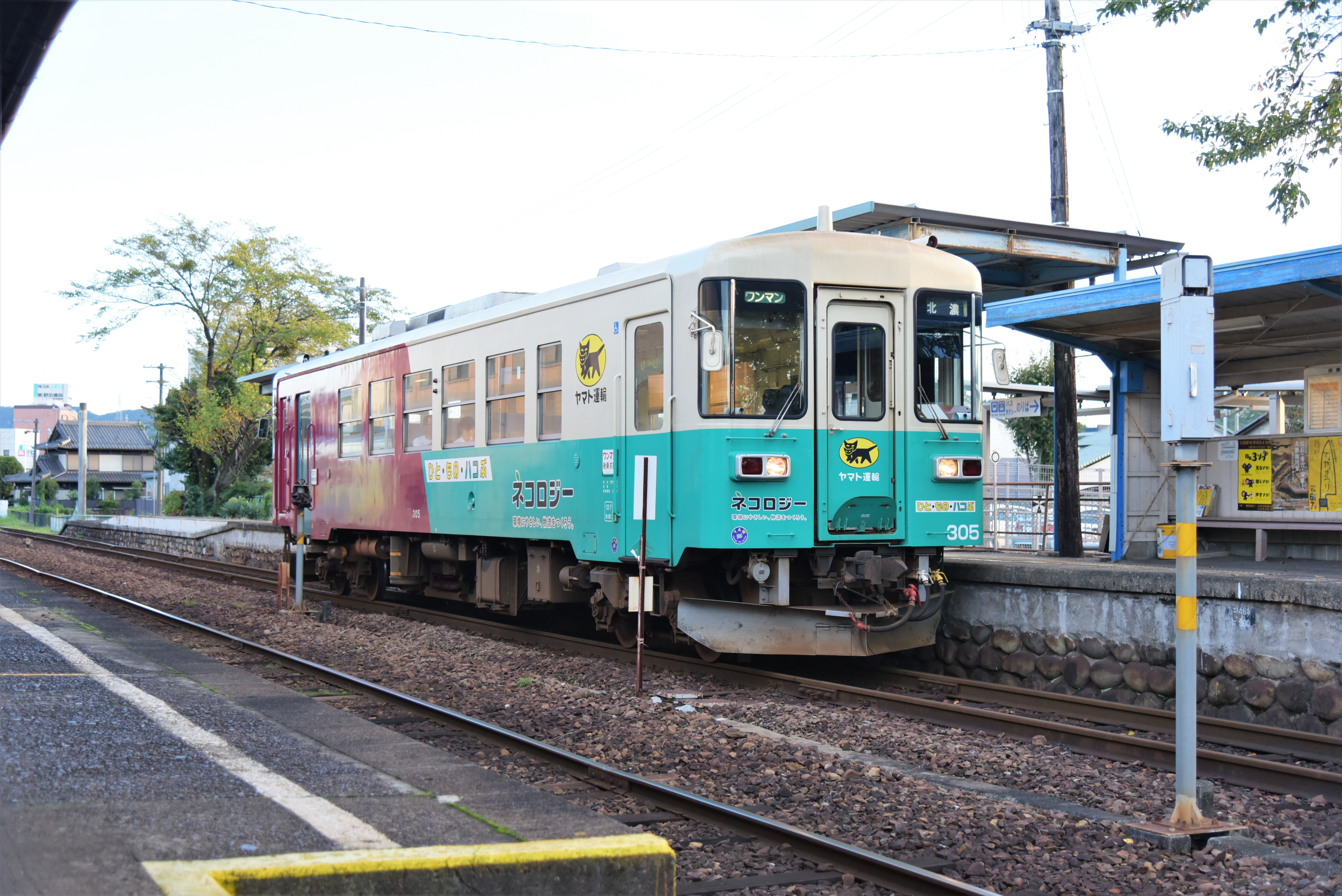
ヤマト運輸ラッピングが施された305号車（2018年9月）

ナガラ500形（501 - 503）

2007年から2009年にかけて3両が製造された新潟トランシス製の車両。2007年4月9日より運行開始した。
車体はナガラ300形をベースとしているが側窓が拡大されている。カラーリングはナガラ300形同様ぶどう色だが、窓下の腰板部に水色と白のラインが追加された。最初に導入された501号車は塗装でラインを入れたが、2009年2月に導入された502号車はラッピングとなったため501号車は水色、502号車は濃い青色となっている。同年12月に増備された503号車はカラーリングが白色に青とオレンジ色の帯を配した1形のカラーリングを踏襲するものに変更された。その他、ドア開閉ランプなどが新たに設置された。503号車はその後正面貫通扉の手すりの撤去など改造が行われた。
502号車については、観光列車「ながら」の3両目「川風号」への改造が2017年11月に発表され、2018年4月18日に運行開始し関駅で出発式が行われた。改造費用の一部はクラウドファンディング「FAAVO美濃國」で集められ、2018年1月30日に目標額を達成している。

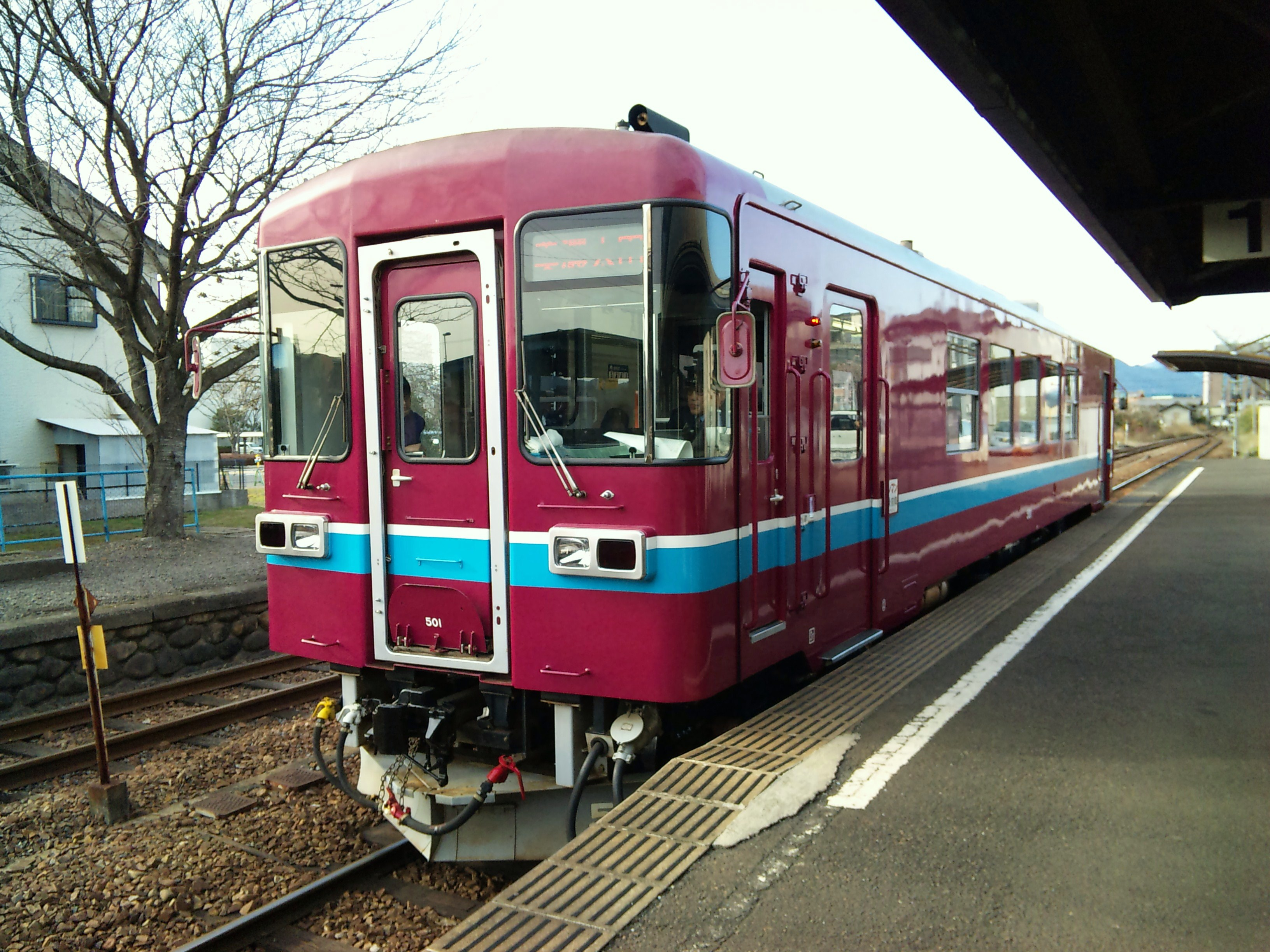
501号車（2009年3月）
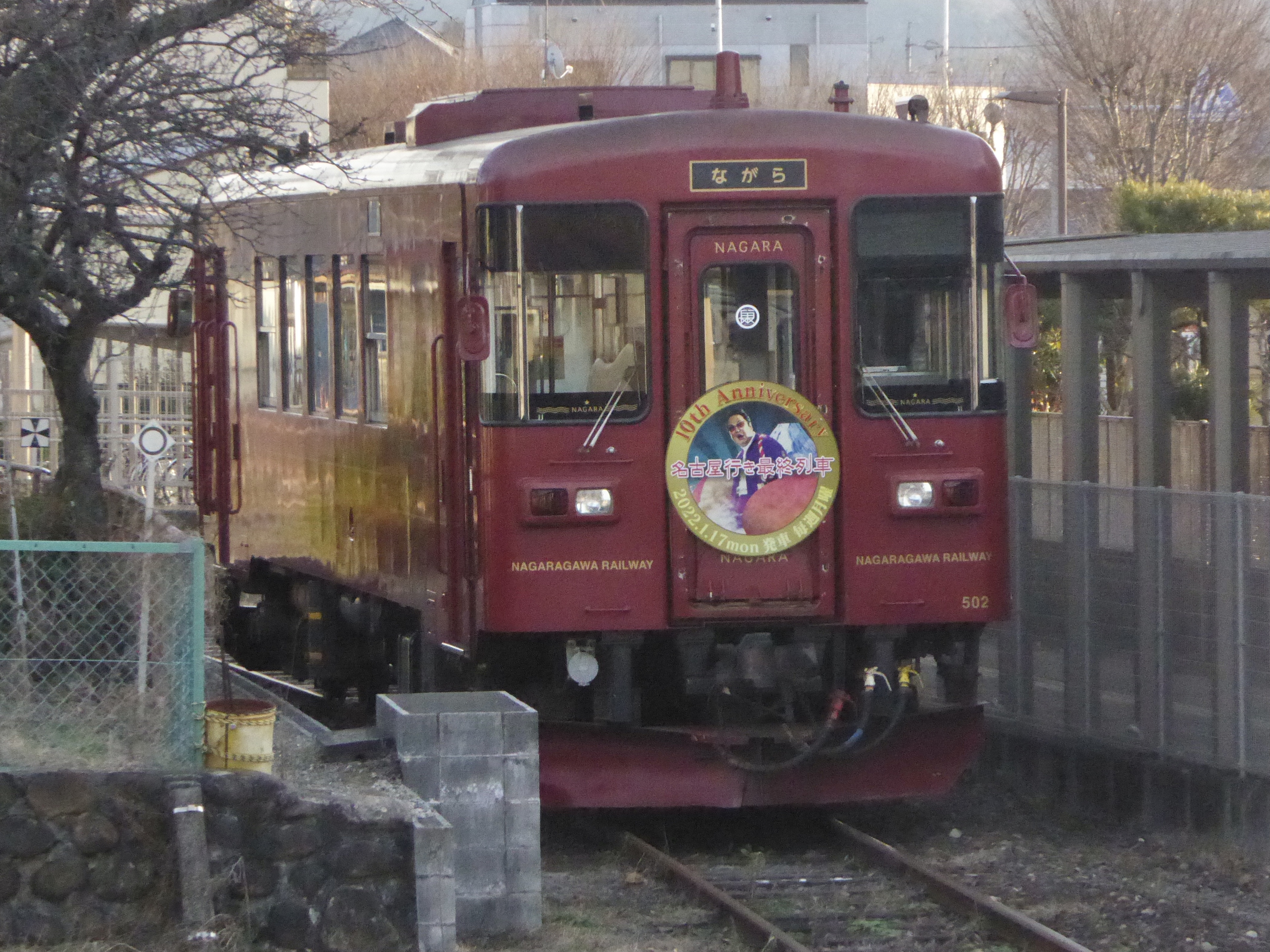
502号車「川風号」（2022年1月）

ナガラ600形（601 - 602）

単行気動車で、2022年4月3日から運行を開始した。国鉄急行色をイメージした外観とし、制服や運行機器を旧式風としたイベント車両とする計画である。
導入はナガラ200形の更新に伴うもので、鉄道ファンにも魅力のある車両を導入し誘客拡大につなげる狙いがある。
長良川鉄道としては初の半自動ドアを採用し、車内はロングシートで車椅子スペースが2か所設けられている。車体の長さは17.5メートル、定員は116人。ブレーキの方式が他形式車とは違い電気指令式ブレーキであるため、他形式車と連結することはできない。
601号車は国鉄時代に越美南線で運行されていた急行「おくみの」の外観と長良川の青をベースにした内装を復刻した車両で、愛称は「おくみの号」である。
602号車は2024年3月27日から運行開始。国鉄キハ48形の内外装を再現した車両であり、外観塗装は柿色（朱色5号）、座席は青色を基調とする。愛称は「パーシモン美濃里号」である。車内には愛称のパーシモン（柿）にちなみ、生柿や干し柿（堂上蜂屋柿）の食品サンプルなどが展示されている。
603号車は2028年3月から運行予定である。外観塗装や内装などは小瀬鵜飼、往年のブルートレインをイメージしたものになる。

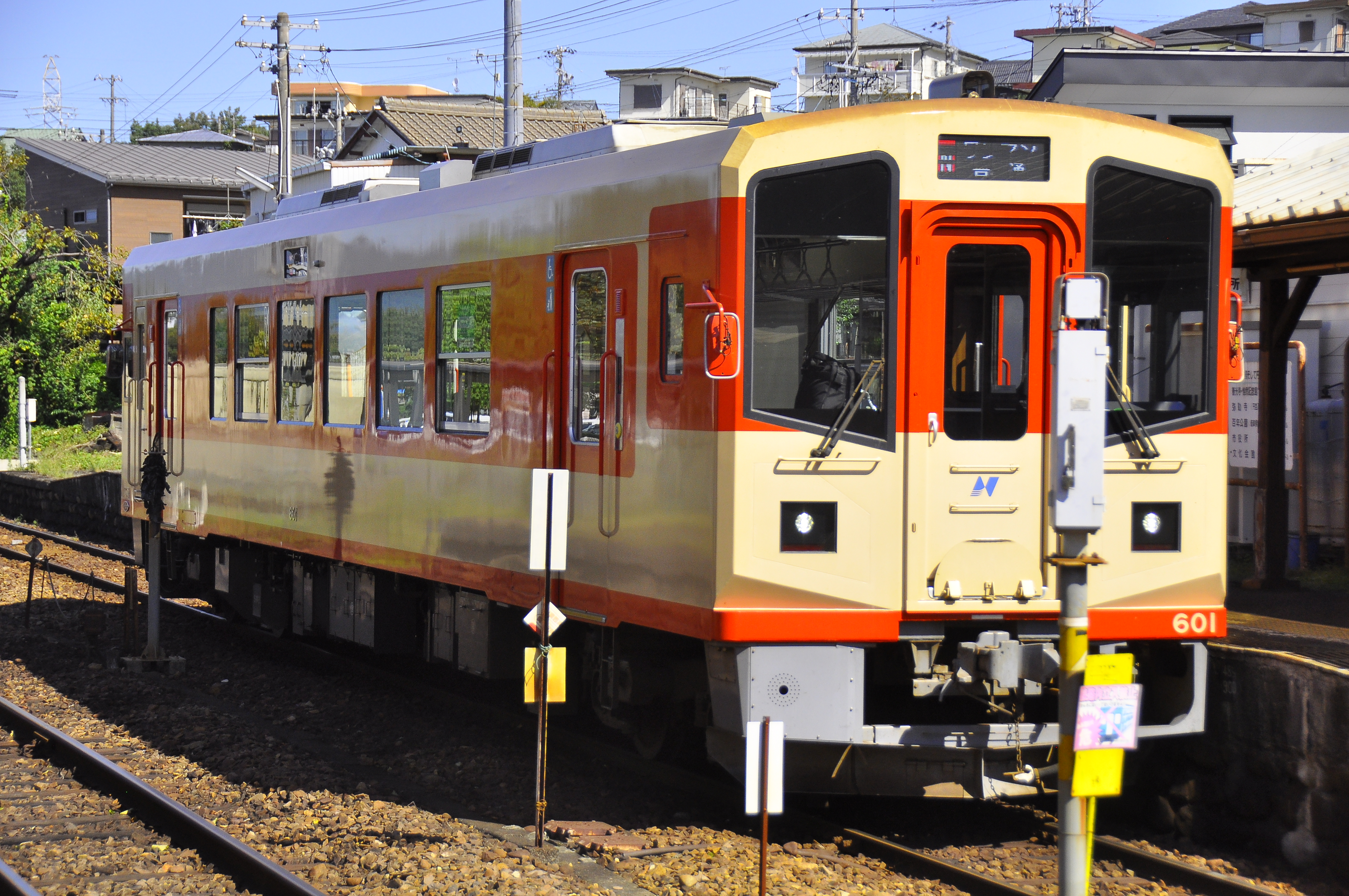
601号車（2023年9月）
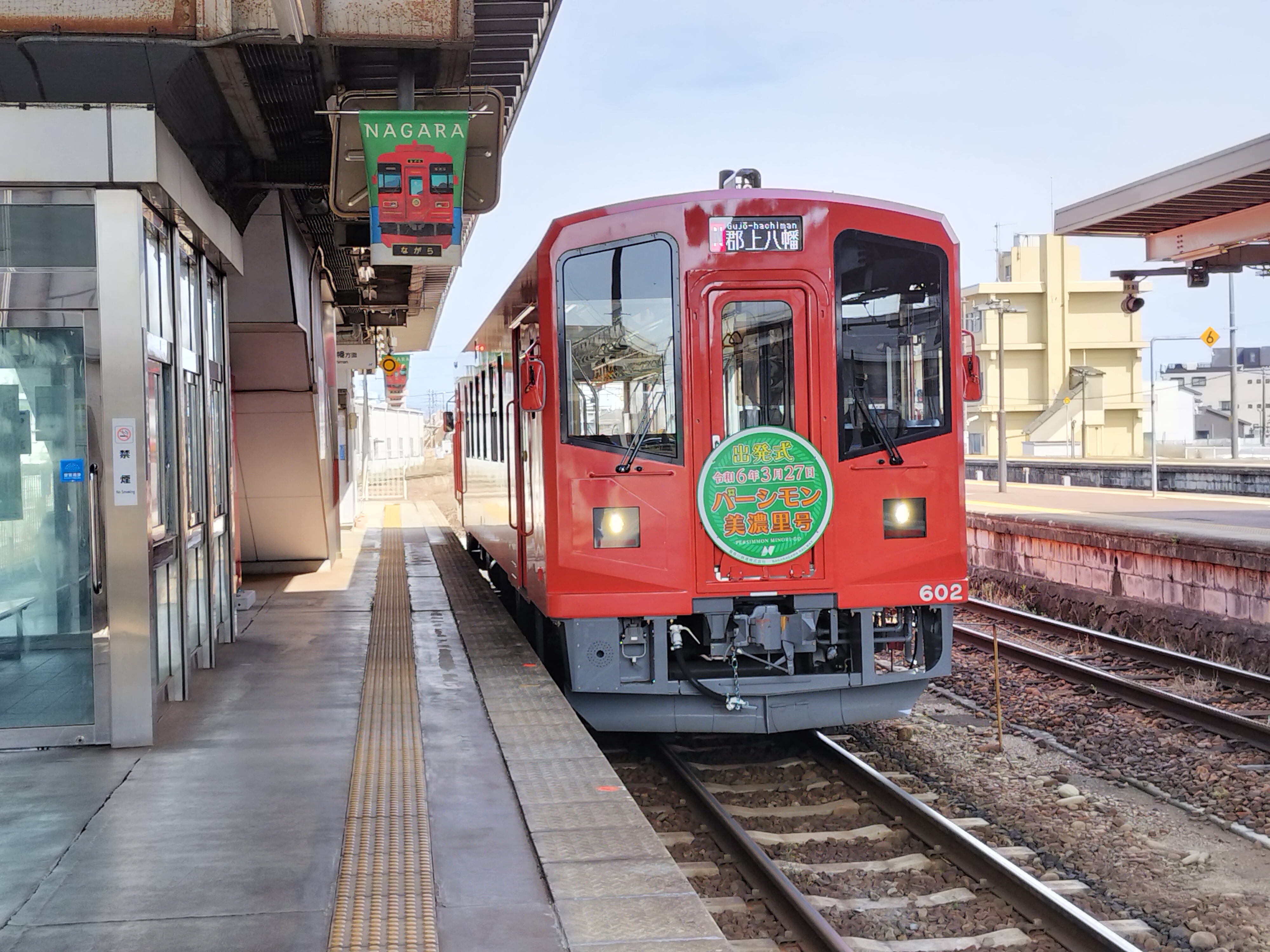
ナガラ602（2024年4月）

### 過去の車両

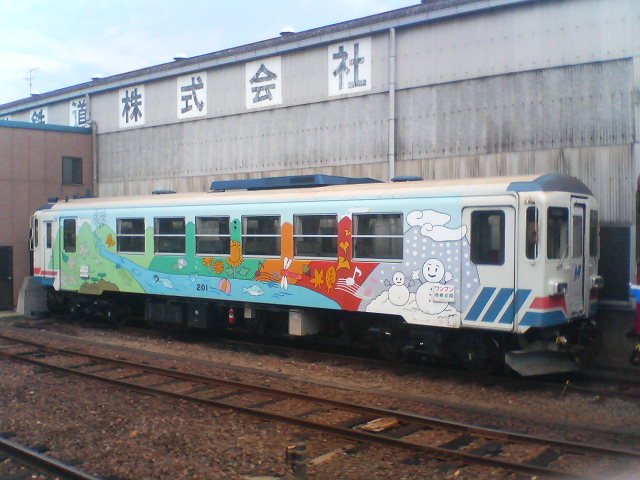
201号車（2009年8月）

ナガラ1形（1 - 12）

1986年の転換時に用意された車両で、バス用部品を多用した富士重工業製のLE-Carシリーズの軽快気動車である。
車体は樽見鉄道ハイモ230-300形と同様の15m級の両運転台であるが、前面は非貫通となった。カラーリングはクリーム色に青とオレンジ色の帯を配したものになっており、後に側面を沿線自治体にちなんだイラストに変更された車両もある。車内はロングシートであった。
1986年に10両、翌1987年に2両の計12両 (1 - 12) が製造された。1998年度から半数がナガラ300形に置き換えられ、さらにナガラ500形の導入に伴って2007年に1両、2008年に3両、2009年には1両が廃車となった。

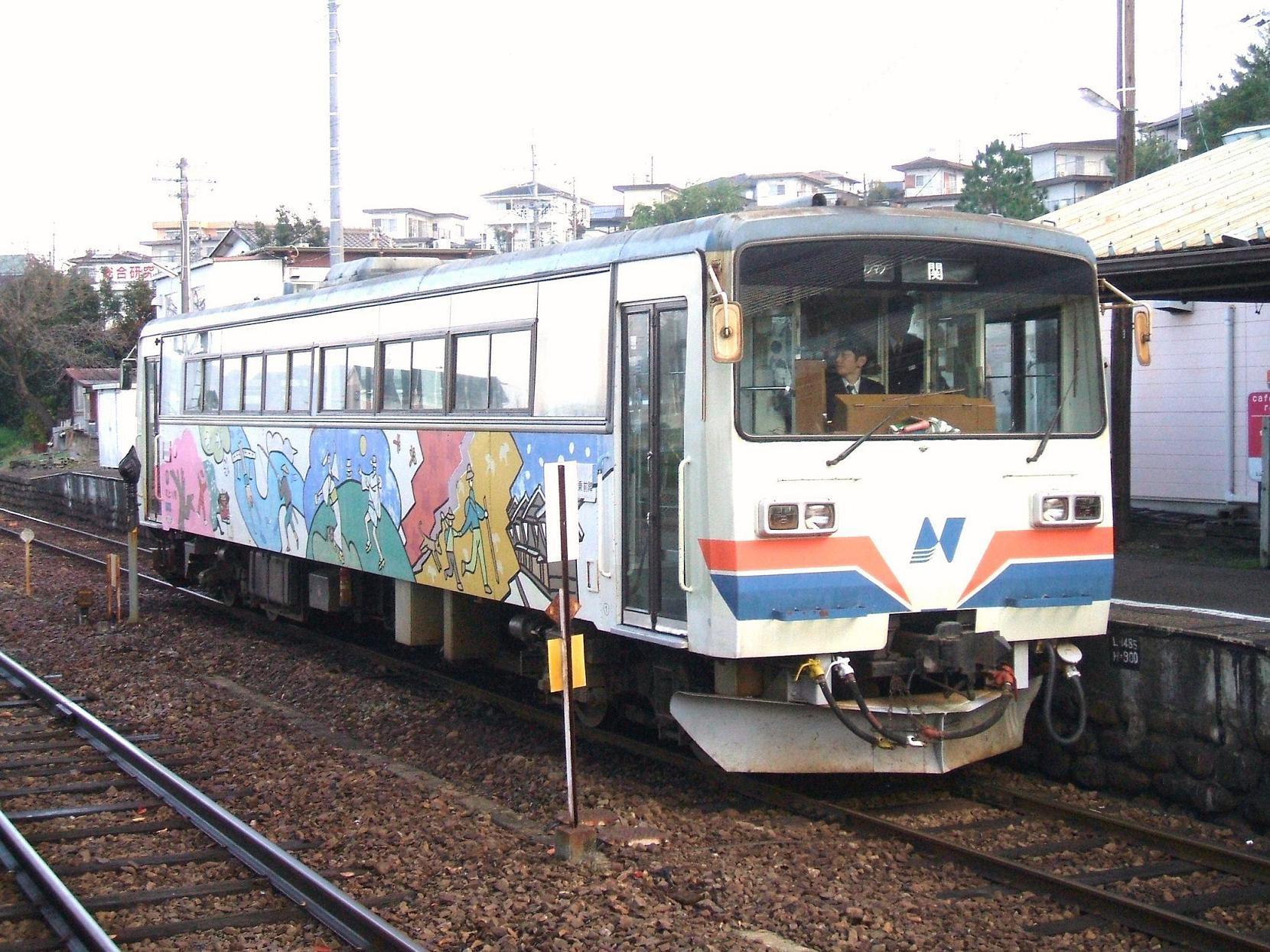
10号車（2009年11月）

ナガラ200形（201）

1994年の増備車で、1両のみが製造された。ナガラ1形と同じく富士重工業製の軽快気動車であるが、より鉄道車両的な車体となり、車体長も16mと大型化されている。カラーリングは1形とほぼ同じだが、側面は四季をイメージしたイラストになっている。2009年に貫通幌が取り外された。
座席は接客設備の向上のためセミクロスシート（クロス部はボックスシートで2人+1人）となり、定員は103名（座席44名、立席59名）となった。
- 201号車（2009年8月）

NTB形（209）

1986年製の保線用モーターカーで、後述のトロッコ列車用客車を牽引するために一時車籍編入されていた。トロッコ運行終了以降は除籍の上Mラ形に形式変更され、保線用モーターカー（冬季はラッセル車）となっている。
ながら3形（3001・3002）
ながら5形（5001・5002）
ながら7形（7001）

1992年に登場したトロッコ列車用の客車。ながら3形は旧国鉄のヨ8000形、ながら5形はヨ6000形、トロッコ車両のながら7形はトキ25000形をそれぞれ自社で改造したものであった。
NTB209 + 3001（とみか） - 5001（しろとり） - 7001（トロッコ車） - 5002（みのし） - 3002（はちまん）の編成で運転されたが、線路の状態が悪かったため2003年に脱線事故を起こし、トロッコ列車の運転は取り止めとなり、全車廃車された。

## 新岐阜駅乗り入れ計画
1984年頃、国鉄の特定地方交通線である越美南線の廃止が決まり、岐阜県などが第三セクター鉄道への転換を検討していた際、名古屋鉄道（名鉄）が大口の出資者として名乗りをあげた。
名鉄は美濃町線と越美南線とを関駅付近で線路をつなぎ、新岐阜駅（現：名鉄岐阜駅）と郡上八幡駅などの間に直通列車の運行を考えていた。
しかし出資の条件に美濃太田駅 - 関駅間の廃止があり、同区間の沿線自治体である美濃加茂市や富加町の反発を買ってしまった結果、出資計画は無くなってしまった。
その後、美濃町線は1999年の同線新関駅 - 美濃駅間廃止とともに実施された新関駅 - 関駅間延長で越美南線と接続されたものの、2005年には美濃町線自体が廃止されたため、その後岐阜方面や旧美濃町線沿線へは岐阜バスや関市内巡回バス（関シティバス）などが代替交通機関となっている。